# Antanas Kavaliauskas
Antanas Kavaliauskas (Vilnius, 19 settembre 1984) è un ex cestista lituano.
Alto 2,09 m, giocava nel ruolo di pivot.

## Carriera
Con la Lituania ha disputato due edizioni dei Giochi olimpici (Londra 2012, Rio de Janeiro 2016) e i Campionati europei del 2015.

## Palmarès

### Squadra
- Campionato lettone: 2

VEF Riga: 2011-12, 2012-13
- Campionato lituano: 3

Žalgiris Kaunas: 2016-17, 2017-18, 2018-19
- Coppa di Lituania: 3

Lietuvos Rytas: 2016
Žalgiris Kaunas: 2017, 2018

### Individuale
- MVP Coppa di Lituania: 1

Lietuvos Rytas: 2016